# Friedrich Wilhelm Carl Umbreit
Friedrich Wilhelm Carl Umbreit (Sonneborn, 11 aprile 1795 – Heidelberg, 26 aprile 1860) è stato un teologo tedesco.

## Biografia
Studiò presso l'Università di Gottinga, dove uno dei suoi maestri fu Johann Gottfried Eichhorn (1852-1827). In seguito, proseguì gli studi a Vienna insieme all'orientalista Joseph von Hammer-Purgstall (1774-1856). Nel 1820 divenne professore associato, di studi biblici, in particolare dell'Antico Testamento, e di filologia orientale presso l'Università di Heidelberg, dove conseguì anche il titolo pieno di professore nel 1823. Nel 1829 insegnò solo studi biblici, sempre nella stessa università.
Nel 1828 con Carl Christian Ullmann (1796-1865), diventò co-editore della rivista Theologischen Studien und Kritiken (studi teologici e discussioni); pubblicò una dotta traduzione / commento al Libro di Giobbe, lo stesso pur il Libro dei Proverbi. La sua migliore pubblicazione era formata da quattro volumi, sul tema esegesi sui profeti dell'Antico Testamento intitolato Praktischer Commentar über die Propheten des alten Bundes (1841-1846).